# حاجی ملنگ خروط (هیرمند)
حاجی ملنگ خروت، روستایی است از توابع بخش مرکزی شهرستان هیرمند در استان سیستان و بلوچستان ایران.

## جمعیت
این روستا در دهستان جهان‌آباد قرار داشته و براساس سرشماری سال ۱۳۸۵جمعیت آن ۵۳۰۵نفر (۱۰۰۳خانوار) بوده‌است.